# NB-6 Napredak
NB-6 Napredak bio je naoružani brod u sastavu mornarice NOVJ. Prije stupanja u partizansku službu koristio se tunolovac.
Potopljen je 20. ožujka 1944. nakon napada njemačkih zrakoplova.